# Bahía Sucia
Bahía Sucia  es una entrada de mar del noroeste de la Isla Soledad en el archipiélago de las Malvinas. 
Se abre entre la Punta del Medio y el Cabo Leal, en aguas de la Ensenada del Norte, sobre el extremo norte del Estrecho de San Carlos. Además se encuentra al noreste de la Bahía del Medio. En su fondo se encuentra la playa Elefante.